# Cephalocereus macrocephalus
Cephalocereus macrocephalus ist eine Pflanzenart aus der Gattung Cephalocereus in der Familie der Kakteengewächse (Cactaceae). Das Artepitheton macrocephalus leitet sich von den griechischen Worten makros für ‚groß‘ sowie kephalos für ‚Kopf‘ ab und verweist und verweist auf das große endständige Cephalium.

## Beschreibung
Cephalocereus macrocephalus wächst in der Regel verzweigend, manchmal jedoch auch einzeln und erreicht Wuchshöhen von 7 bis 15 Metern. Der Stamm hat einen Durchmesser von 30 bis 60 Zentimeter. Die säulenförmigen, trübgrünen Triebe werden bis 12 Meter lang und weisen Durchmesser von 30 bis 40 Zentimeter auf. Die 17 bis 26 Rippen sind niedrig und stumpf. Von den ein bis drei, 4 bis 5 Zentimeter langen Mitteldornen ist einer abgeflacht. Die ausgebreiteten, gräulichen acht bis zwölf Randdornen sind bis 1 Zentimeter lang. Das endständige Pseudocephalium besteht aus großen Areolen, die reichlich gelbe Wolle und zahlreiche Borsten tragen.
Die zylindrischen bis röhrenförmigen Blüten erscheinen kreisförmig aus dem Pseudocephalium in der Nähe der Triebspitzen. Sie sind weiß, 1,2 bis 1,6 Zentimeter lang und erreichen Durchmesser von 2,1 bis 2,8 Zentimetern. Ihr Perikarpell und die Blütenröhre sind mit kleinen Höckern und breiten Schuppen besetzt. Die purpurroten, kugelförmigen Früchte sind bis 2 Zentimeter lang und mit Schuppen bedeckt.

## Verbreitung, Systematik und Gefährdung
Cephalocereus macrocephalus ist im mexikanischen Bundesstaat Puebla im Tal von Tehuacán verbreitet.
Die Erstbeschreibung erfolgte 1897 durch Karl Moritz Schumann. Nomenklatorische Synonyme sind Cereus macrocephalus (F.A.C.Weber ex K.Schum.) A.Berger (1905), Neobuxbaumia macrocephala (F.A.C.Weber ex K.Schum.) E.Y.Dawsonv (1952) und Carnegiea macrocephala (F.A.C.Weber ex K.Schum.) P.V.Heath (1992).
In der Roten Liste gefährdeter Arten der IUCN wird die Art als „Least Concern (LC)“, d. h. als nicht gefährdet geführt.

## Nachweise

## Weiterführende Literatur
- Héctor Godínez-Alvarez, Alfonso Valiente-Banuet: Demography of the columnar cactus Neobuxbaumia macrocephala: a comparative approach using population projection matrices. In: Vegetatio. Band 174, Nummer 1, 2004, S. 109–118 (doi:10.1023/B:VEGE.0000046052.35390.59).
- A. Valiente-Banuet, A. Rojas-Martínez, M. Del Coro Arizmendi, P. Dávila: Pollination biology of two columnar Cacti (Neobuxbaumia mezcalaensis and Neobuxbaumia macrocephala) in the Tehuacan Valley, central Mexico. In: American Journal of Botany. Band 84, Nummer 4, 1997, S. 452–455 (PDF).
- Ligia Esparza-Olguín, Teresa Valverde, Elena Vilchis-Anaya: Demographic analysis of a rare columnar cactus (Neobuxbaumia macrocephala) in the Tehuacan Valley, Mexico. In: Biological Conservation. Band 103, Nummer 3, 2002, S. 349–359 (doi:10.1016/S0006-3207(01)00146-X).